# NGC 518
NGC 518 là một thiên hà xoắn ốc nằm trong chòm sao Song Ngư, được nhà thiên văn học Albert Marth phát hiện vào ngày 17 tháng 12 năm 1864.